# Спорт в Швеции
Большинство спортивных организаций Швеции объединены в Шведский спортивный союз (швед. Riksidrottsförbundet), созданный в 1903 году и насчитывающий около трёх миллионов членов в 22 000 спортивных клубов. Помимо них, значительная часть населения Швеции занимается спортом в процессе активного отдыха. 

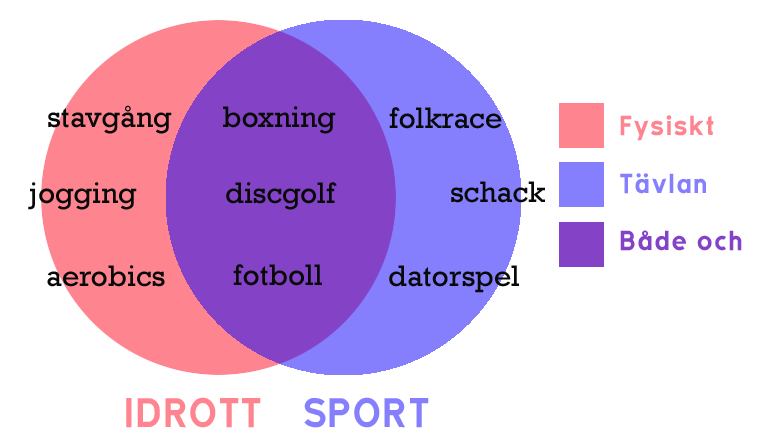
Различия в терминологии

Важно понимать шведскую терминологию. В шведском языке существуют понятия швед. sport и швед. idrott. Первое означает спортообразную деятельность, имеющую соревновательный аспект, необязательно физическую; второе — активность человека с необязательной соревновательностью. Так, например, автоспорт, киберспорт и шахматы — это «строго» sport, а танцы и хореография — «строго» idrott. А вот, допустим, лыжные гонки, боевые искусства, командные игры — это и sport и idrott одновременно. Русское слово «спорт» обычно охватывает сумму этих множеств.
Шведские спортсмены регулярно принимают участие в крупных международных соревнованиях по различным видам спорта, сборная Швеции традиционно является одной из сильнейших на зимних Олимпийских играх. В 1948 году в Санкт-Морице шведы стали лучшими в неофициальном медальном зачёте. В последнее время наиболее значительные спортивные успехи Швеции связаны с хоккеем (с мячом и с шайбой), гандболом и лыжными гонками.

## Летние виды спорта

### Футбол

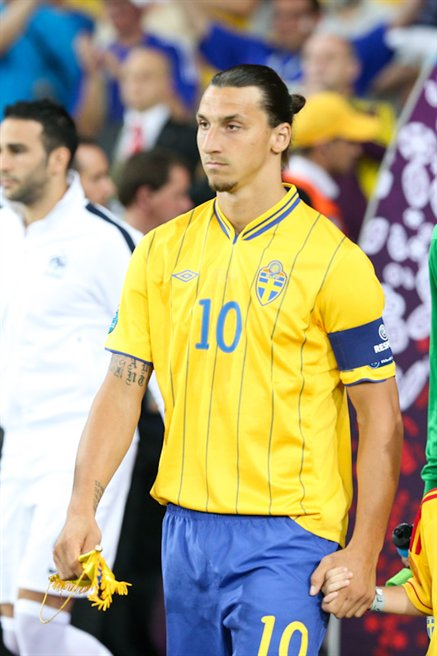
Лучший бомбардир сборной Швеции по футболу Златан Ибрагимович входит число лучших спортсменов в истории страны

Сборная Швеции по футболу одиннадцать раз принимала участие в чемпионатах мира, наиболее значительное её достижение — серебряные медали на домашнем чемпионате 1958 года, когда шведы в полуфинале обыграли действующих чемпионов мира команду ФРГ (3:1), но в финале уступили бразильцам (2:5), первый раз ставшим чемпионами мира. Успешно выступали шведы в начале 1990-х годов, когда сначала выиграли бронзу на домашнем чемпионате Европы, а через два года заняли третье место на чемпионате мира в США.
В клубном футболе наибольшее достижение принадлежит клубу «Мальмё», дошедшему в 1979 году до финала Кубка европейских чемпионов (поражение от английского клуба «Ноттингем Форест»). Другие сильнейшие клубы, выступающие в национальном чемпионате — «Гётеборг» и «Норрчёпинг».
Среди всех европейских стран, в Швеции, наряду с Францией, Россией, Англией и Германией, наиболее хорошо развит женский футбол.
Чемпионат мира по футболу среди женщин 1995

### Гандбол
Шведы выиграли 11 медалей (включая 4 золота) на чемпионатах мира по гандболу среди мужчин — больше, чем любая другая сборная. Чемпионами Европы шведы также становились 4 раза. На Олимпийских играх шведы 4 раза выигрывали серебро в мужском гандболе. Швед Магнус Висландер был признан лучшим гандболистом мира XX века. В женском гандболе таких успехов у шведов нет — на счету женской сборной только две медали чемпионатов Европы, где доминируют соседи Швеции — норвежки и датчанки.

### Гребля на байдарках и каноэ
Швеция входит в пятёрку самых успешных стран на Олимпийских играх в гребле на байдарках и каноэ. Знаменитый 6-кратный олимпийский чемпион Герт Фредрикссон — самый титулованный швед в истории Олимпийских игр. Фредрикссон, которому установлен памятник в родном городе, рассматривается специалистами как один из сильнейших байдарочников в истории спорта. Среди женщин самой известной шведской байдарочницей является трёхкратная олимпийская чемпионка Агнета Андерссон, выступавшая в 1980-е и 1990-е годы, всего на её счету 7 олимпийских наград.

### Лёгкая атлетика

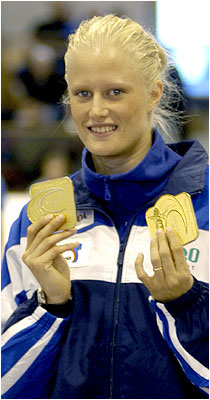
Многоборка Каролина Клюфт — чемпионка Олимпийских игр, мира и Европы по лёгкой атлетике

Швецию нельзя назвать одним из лидеров мировой лёгкой атлетики, однако целый ряд спортсменов из этой страны добились заметных успехов. На Олимпийских играх в лёгкой атлетике шведы завоевали более 80 медалей, более 15 шведов стали олимпийскими чемпионами в этом виде спорта. Основные успехи в лёгкой атлетике на Олимпиадах связаны с первой половиной XX века. Так, шведы выиграли пять золотых медалей на первой послевоенной Олимпиаде 1948 года в Лондоне, уступив по количеству золотых наград в этом виде спорта только американцам. Последние годы шведы успешно выступают в прыжках. Среди титулованных шведских легкоатлетов последних лет — Каролина Клюфт, Стефан Хольм, Кристиан Ульссон.

### Настольный теннис
Мужской шведский настольный теннис — один из сильнейших в Европе. Швед Ян-Уве Вальднер — единственный в истории европеец, выигравший олимпийское золото в настольном теннисе (все остальные победы на Олимпийских играх одержали азиатские игроки). Кроме олимпийского золота 1992 года Вальднер неоднократно побеждал на чемпионатах мира и Европы, был первой ракеткой мира. Другой известный шведский игрок в настольный теннис, долгие годы бывший партнёром Вальднера по команде, — Йорген Перссон, также бывшая первая ракетка мира, чемпион мира, участник 7 подряд летних Олимпийских игр (1988—2012).

### Плавание
Шведские пловцы успешно выступали на протяжении 1990-х и 2000-х годов. Шведам непросто конкурировать с американцами и австралийцами, но в Европе они являются лидерами. Тереза Альсхаммар, Ларс Фрёландер, Андерс Хольмерц, Сара Шёстрём, Юсефин Лилльхаге выиграли множество наград на Олимпийских играх, чемпионатах мира и Европы. Например, Альсхаммар на чемпионатах мира и Европы в 50-метровых и 25-метровых бассейнах в 1999—2011 годах завоевала в сумме 37 золотых наград.

### Теннис
Шведский мужской теннис был одним из сильнейших в мире в 1970-е, 1980-е и 1990-е годы. Бьорн Борг, Матс Виландер и Стефан Эдберг становились первыми ракетками мира в одиночном разряде и на троих выиграли 24 турнира Большого шлема в одиночном разряде в 1974—1992 годах. Все трое входят число лучших спортсменов в истории страны, Борг же в ряде опросов признавался абсолютно лучшим. Шведы семь раз становились победителями главного командного турнира в мужском теннисе — Кубка Дэвиса (1975, 1984, 1985, 1987, 1994, 1997 и 1998). С конца 1990-х годов достижения шведов пошли на спад. В XXI веке определённых успехов добились Юнас Бьоркман, Томас Энквист, Томас Юханссон, Робин Сёдерлинг. В женском теннисе у шведок нет побед, сопоставимых с мужчинами.
В Швеции проходят теннисные турниры Swedish Open в Бостаде и Stockholm Open в Стокгольме. Турнир в Бостаде, проходящий с 1948 года, в 2002—2012 годах признавался ATP лучшим турниром серии ATP World Tour 250.

## Зимние виды спорта

### Хоккей с шайбой
Сборная Швеции по хоккею с шайбой является одной из сильнейших сборных мира. По состоянию на начало 2015 года шведы 45 раз попадали в тройку призёров на чемпионатах мира, в том числе 11 раз становились чемпионами мира. Дважды сборная побеждала на Олимпийских играх (1994 и 2006). Швеция неоднократно принимала у себя чемпионаты мира по хоккею. Кроме того, она наравне с Россией, Финляндией и Чехией участвует в Еврохоккейтуре. Петер Форсберг, Матс Сундин, Никлас Лидстрём, Хенрик Седин, Даниэль Седин, Хенрик Зеттерберг, Бёрье Сальминг и многие другие шведские хоккеисты добились значительных успехов в сильнейшей хоккейной лиге мира — НХЛ.
Женская хоккейная сборная является одной из сильнейших в Европе, дважды выигрывала медали на Олимпийских играх (2002 и 2006), но в целом существенно уступает в классе двум безоговорочным лидерам мирового женского хоккея — командам Канады и США.

### Горнолыжный спорт
Шведские горнолыжники неоднократно становились лучшими на Олимпийских играх, чемпионатах мира, выигрывали Кубок мира. Одним из самых знаменитых шведских спортсменов является Ингемар Стенмарк, выигравший больше всех этапов Кубка мира в истории. Среди женщин наиболее известны олимпийские чемпионки Пернилла Виберг, Аня Персон и Фрида Хансдоттер. Шведский горнолыжный курорт Оре несколько раз принимал чемпионаты мира по горнолыжному спорту, там регулярно проходят этапы Кубка мира.

### Лыжные гонки

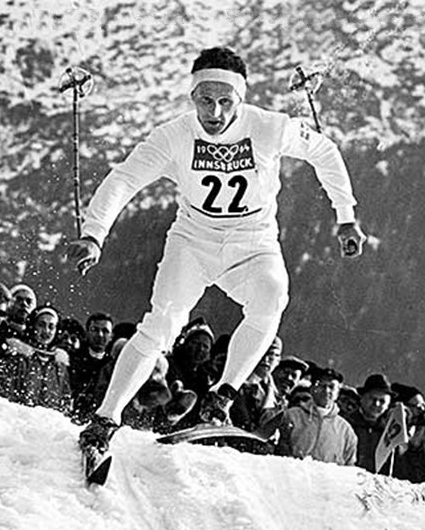
4-кратный олимпийский чемпион по лыжным гонкам Сикстен Ернберг

Швеция долгие годы является одним из мировых лидеров в лыжных гонках наряду с Норвегией, Финляндией, СССР (Россией). Лыжники принесли Швеции более половины всех золотых наград, завоёванных на зимних Олимпиадах. Среди многократных олимпийских чемпионов и чемпионов мира из Швеции — Гунде Сван, Сикстен Ернберг, Томас Вассберг, Шарлотт Калла, Маркус Хельнер, Юхан Ульссон. Шведский Фалун неоднократно принимал у себя чемпионаты мира по лыжным видам спорта.

### Биатлон
На первом чемпионате мира в 1958 году шведские биатлонисты заняли весь пьедестал — Адольф Виклунд и Улле Гуннериуссон завоевали золотую и серебряную медали индивидуальной гонки соответственно. Через год, Свен Агге стал бронзовым призёром в этой же дисциплине. На первых двух официальных эстафетах в 1966 и 1967 годах, шведы дважды стали третьими. Следующий успех пришёл лишь в 1974 году, Торстен Вадман выиграл бронзовую медаль в первом спринте чемпионата мира. Затем, 33 года шведские мужчины не поднимались на пьедестал почёта чемпионата мира.
В 1985 году, на втором женском чемпионате мира, Эва Корпела принесла первую медаль женской команде Швеции, она завоевала «бронзу» в индивидуальной гонке, а уже через год, стала победительницей в этом виде программы. В 1986 году, была завоёвана первая медаль в эстафете — серебро, в 1987 году успех был повторён, а в 1988 спортсменки выиграли бронзу. Следующего расцвета шведского биатлона пришлось ждать до второй половины 1990-х годов. Сильнейшая на тот момент биатлонистка мира Магдалена Форсберг, в период с 1996 по 2001 года выиграла шесть золотых, одну серебряную и пять бронзовых медалей чемпионатов мира, однако остальным представителям Швеции до таких высот было очень далеко.
В настоящее время шведские биатлонисты нечасто добиваются призовых мест на чемпионатах мира или Олимпийских играх, несмотря на то, что лыжный спорт развит в Швеции очень хорошо.

### Хоккей с мячом
Швеция — одна из двух ведущих стран в хоккее с мячом наряду с Россией. Шведы участвовали во всех чемпионатах мира и на всех выигрывали медали, 11 раз став чемпионами. Аналогичное достижение на счету российских и советских хоккеистов, но чемпионами они становились в два раза чаще шведов. Кроме этих двух стран только финны один раз смогли стать чемпионами мира. Матчи чемпионатов мира разных годов проходили практически во всех более менее крупных шведских городах, где есть площадки для хоккея с мячом.

## Единоборства

### Борьба
Борцы принесли Швеции больше наград на летних Олимпийских играх, чем спортсмены других видов спорта. Однако основные успехи в борьбе для Швеции пришлись на первую половину XX века. Шведы доминировали в борьбе на нескольких Олимпийских играх. Так, в 1932 году они выиграли 6 золотых медалей из 14 разыгранных, спустя 4 года шведы четырежды стали олимпийскими чемпионами по борьбе. На первых Играх после Второй мировой войны шведы продолжили свои успехи — 13 медалей в 16 категориях, включая пять золотых. Но постепенно с появлением на Олимпийских играх и чемпионатах мира советских борцов успехи шведов сошли на нет. Последним шведом, выигравшим олимпийское золото в борьбе является Микаель Юнгберг, победивший на Играх 2000 года. В 2012 году в Лондоне в 18 категориях шведы выиграли всего две бронзы. Среди знаменитых шведских борцов — олимпийский чемпион по греко-римской и вольной борьбе Ивар Юханссон, двукратный олимпийский чемпион Аксель Грёнберг, олимпийский чемпион и чемпион мира Улле Андерберг и многие другие.

### Тхэквондо
Шведская федерация тхэквондо (Svensk taekwondoförbundet) является крупнейшей в Скандинавии федерацией данного вида спорта. В 2014 году по заказу федерации, с целью популяризации ТКД в Швеции и других странах, студия Hello There выпустила видеоигру The Taekwondo Game: Global tournament (см также: Киберспорт).

### Глима
Глима — скандинавский национальный вид боевого искусства, родом из Исландии[стиль]. В Швеции отсутствует федерация данного вида спорта, однако действует несколько спортивных клубов. В 1912 году глима была впервые была признана олимпийским видом спорта, и соревнования по ней проводились на Олимпиаде в Стокгольме.

## Моторный спорт

### Профессиональный автоспорт
Шведы не добились в наиболее престижных автогоночных сериях такого успеха, как их соседи из Финляндии, однако некоторые шведские гонщики оставили заметный след в истории автоспорта. В Формуле-1 самым успешным шведом является Ронни Петерсон, выигравший за карьеру 10 этапов и ставший вице-чемпионом мира в сезонах 1971 и 1978 годов. Петерсон погиб в возрасте 34 лет в результате аварии на старте Гран-при Италии 1978 года, когда проводил один из самых успешных своих сезонов. Гран-при Швеции проводился в 1973—1978 годах, но после гибели Петерсона этапы Формулы-1 больше никогда не проходили в Швеции.
В чемпионатах мира по ралли успехи шведов значительнее. Бьорн Вальдегорд стал чемпионом мира в 1979 году, а Стиг Блумквист повторил его успех в 1984 году. По количеству побед на отдельных этапах чемпионата мира по ралли шведские гонщики занимают третье место после лидеров французов и финнов. Всего шведы выиграли более 40 этапов: 16 побед на счету Вальдегорда, 11 раз побеждал Блумквист, 6 раз первым был Кеннет Эрикссон, другие шведы одержали по 1-2 победы. Ралли Швеции, проходящее в лене Вермланд в феврале, является одним из наиболее престижных этапов чемпионата мира.

### Мотоспорт
Спидвей на льду — мотогонка на обледенелом овальном треке — является шведским национальным видом спорта, первые соревнования по которому были проведены в 1920-х годах. В 1930-х годах спидвей на льду выделился в отдельный вид спорта. Шведские гонщики регулярно становятся победителями и призёрами командного и личного чемпионатов мира. Другим распространённым в Швеции видом мотоспорта является мотокросс.

## Киберспорт
Швеция, согласно данным Федерации компьютерного спорта, является одной из ведущих киберспортивных держав наравне с США, Китаем, Германией и Великобританией.